# Манастир Добриловина
Манастир Добриловина је манастир Епархије будимљанско-никшићке, Српске православне цркве, а налази се у околини Мојковца у селу Доња Добриловина (долина ријеке Таре - лијева обала, непосредно поред пута Мојковац-Жабљак). У градњи Добриловине учествовала су племена са обје обале ријеке, па се сматраla заједничким храмом хришћана Потарја и Затарја. Живопис је дјелимично сачуван, а интересантно је да се на нимбама јеванђелиста у пандатифима и на нимбу Пантократора у калоти кубета виде пластични орнаменти, лозице и розете, изведени у сасвим плитком рељефу.

## Богомоља у 16. вијеку
Храм у Добриловини се први пут помиње 1593. године када је турска власт издала дозволу за оправку цркве која је порушена. Из тога се изводи закључак да је црква и раније постојала. Добриловина се помиње и 1602. године (када монах Јосиф прилаже храму један октоих). За вријеме игумана Јоакима, заслугом војводе Радича Милошевића и локалних кнежева, 1609. године, подигнута је црква Св. Ђорђа (обновљена, под истим или новим именом). Живописана је исте године. После 1699. године овдје су из манастира Довоље пренијете мошти архиепископа Арсенија. Године 1749, црква је покривена клисом и манастир је обновљен.

## Пустошења и обнове
Године 1799. храм је опустошен од стране Турака, али су драгоцјени предмети од стране калуђера на вријеме склоњени у једну пећину (ови обредни предмети никада нијесу враћени у Добриловину). Године 1802, манастир је већ био пуст и тако је остао 28 година. Године 1833, долази до обнове манастира, од стране јеромонаха Макарија(дошао из манастира Враћешнице) уз помоћ Јована Савића и попа Вида, из Шаранаца. Како свједочи рукопис манастирског Катастиха , из 1833. године, убрзо су колашински Турци напали манастир и протјерали братство. Године 1867, јерођакон Михаило Дожић, уз помоћ Шаранаца, обновио је манастирски храм, а посљедња похара манастира од стране Турака била је 1877. године (запаљени су конаци и девастирана црква).
Након коначног ослобођења од турске власти 1878. године и прикључења Књажевини Црној Гори, манастир је ушао у састав новостворене Захумско-рашке епархије. Године 1905. је обнављана црква, али драгоцјености Добриловине, нажалост, нијесу сачуване. Манастир је остао у саставу Захумско-рашке епархије све до 1931. године, када је ова епархија укинута и прикључена Митрополији црногорско-приморској у чијем је саставу остао све до 2001. године када је створена нова Епархија будимљанско-никшићка којој и данас припада. Манастир је био запустио послије Другог свјетског рата, али је обновљен 1989. године када је подигнут и нови конак.

## Рукописи
Десет рукописа из Добриловине, који су чувани у Народној библиотеци у Београду, уништени су у бомбардовању 1941. године, док се у Никољцу чува један дио књига из овог манастира.

## Предање
У народу, манастир Добриловина се зове и мала Морача, јер подсећа на манастир Морачу, а по народном предању манастир Добриловина је немањићка задужбина, мада је настала много касније. Претпоставља се да је у вријеме Немањића ту можда постојала црква.

## Књижевност
- Вукић, Предраг (2006). „Православне епархије, цркве и манастири у Црној Гори”. Православље у Црној Гори. Цетиње: Светигора. стр. 87—128.
- Група аутора:Историјски лексикон Црне Горе, књига 3, - „Daily Press-Вијести“, 2006.